# Афрідун II
Афрідун II (д/н — 1160) — 20-й ширваншах в 1160 році. Мав прізвисько Лев.

## Життєпис
Походив з династії Кесранидів. Молодший син ширваншаха Манучехра III від його дружини Тамари (доньки Давида IV, царя Грузії).
1160 року після смерті батька завдяки матері посів трон Ширвану. Разом з тим значний вплив набула сама Тамара й її родичі. Це викликало невдоволення частини ширванської знаті, а також занепокоєння з боку атабека Шамс ад-Дін Ільдегіза. Останній надав військо Ахсітану, братові Афрідуна II, якого швидко було переможено, повалено та страчено. Новим ширваншахом став Ахсітан I.

## Родина
- Фарібурз (д/н—1203), 23-й ширваншах.